# 地球化

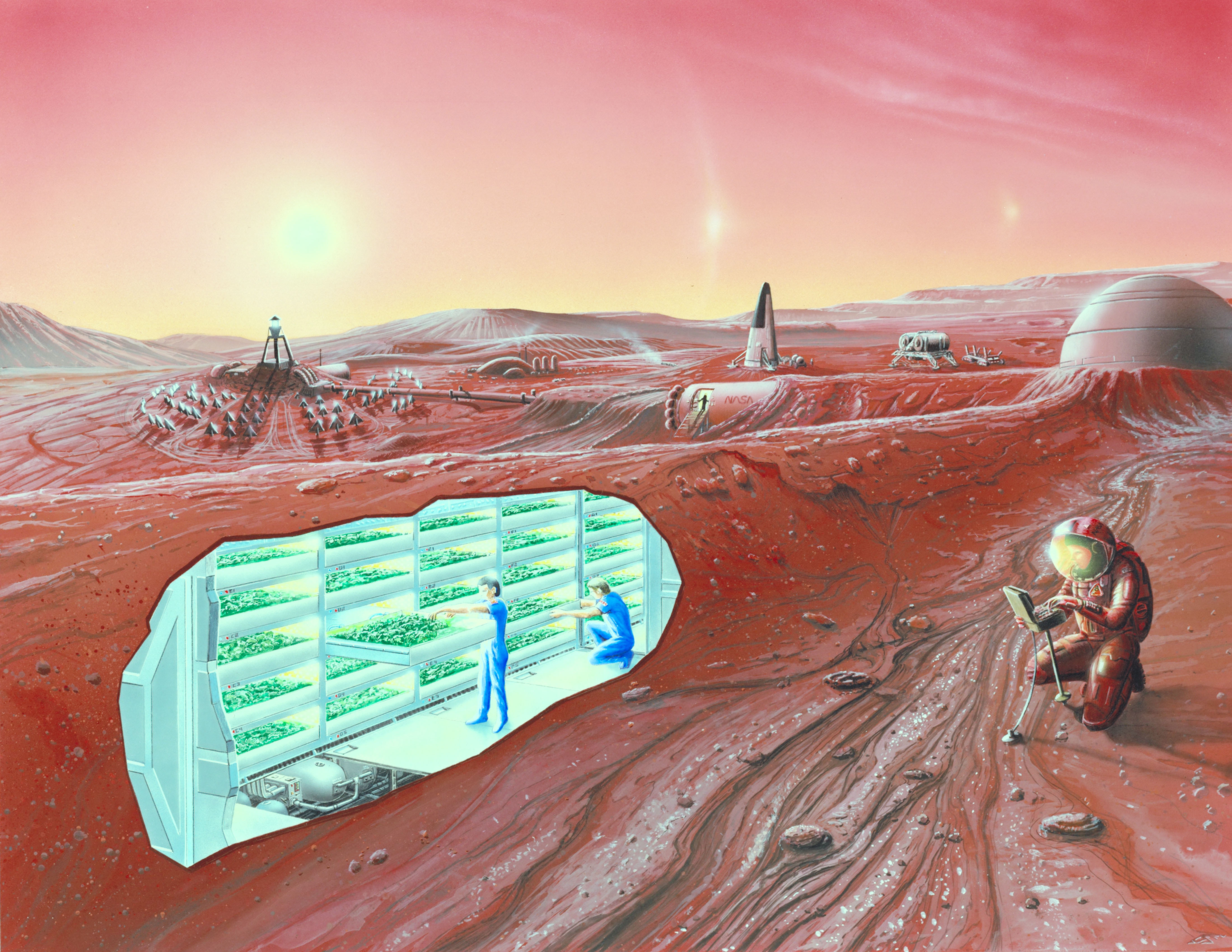
火星殖民地想像

外星环境地球化（英語：Terraforming），简称地球化或地景改造，是设想中人为改变天体表面环境，使其气候、温度、生态类似地球环境的行星工程。有时候该词用来总指行星工程。地球化的观念根植在科幻小说和真实的科学中。创造这个词是科幻作家杰克·威廉森（Jack Williamson），出现在1942年其发表于《Astounding Science Fiction》杂志上的一篇小说中。但地球化的具体设想则早于此。奥拉夫·斯蒂伯顿（Olaf Stapledon）1930年的《最后和最先的人》讲述了与反对地球化的金星原始居民展开长期战争的故事。
现在太空探索还处在萌芽阶段，很多地球化的计划还处在设想阶段。从我们对自己世界的了解来看，人为影响改变自然环境是可行的，虽然在另一个行星上建造不受自然控制的类地球生物圈的可行性还有待证明。很多人认为火星是最可行的地球化候选者。现在已有很多关于加热火星表面、改变其大气成分的研究，NASA甚至还主持了一个有关的辩论。然而，从现在到主动地球化火星等其他天体之间，还存在着很大差距。地球化所需要的长时间、以及其可能性还有待探讨。其他等待解决的问题包括伦理学、物流管理、经济、政治方面的考虑，以及改变地球外世界环境的具体方法。

## 学术研究历史
天文学家和科普作家卡尔·萨根1961年在科学杂志上发表了一篇名为《行星金星》的文章，建议对金星实行行星工程。萨根设想在金星的大气中散布藻類来吸收二氧化碳，从而降低温室效应，直到表面温度降至“适宜”。30亿年前，地球的大气层也是以二氧化碳为主，后来由于藍綠藻和水分蒸发，才出现氢气和氧气的成分。后来的观测发现由于金星大气的质量太大，用藻类改变是不可能的。即使找到能在金星严酷干燥的外大气层生存的藻类，其从二氧化碳固定的有机物降落到高温的内大气层，又会被氧化成二氧化碳。
1973年，萨根又在《Icarus》杂志上发表文章名为《火星上的行星工程》，讨论把火星改造成宜于人类居住的可能性三年后，NASA 的一个研究项目正式探讨了行星工程的问题，但用的称呼是“行星生态合成”（planet ecosynthesis）。结论是在改造火星，使其成为一个能维持生命的可居住行星方面，目前不存在已知的障碍。同年，研究项目中的一位科学家Joel Levine组织了第一个关于地球化（当时称作“行星模拟”）的科学会议。
1979年三月, NASA 工程师、作家James Oberg在休斯敦的月球与行星科学会议上组织了第一次“地球化座谈会”。他在1981年把会议上提出的想法写成了一本通俗书籍《新地球》。1982年，行星学家Christopher McKay在《英国行星学会杂志》上发表了一篇题为《地球化火星》的文章，这是“地球化”这一名词首次被用于正式科学出版物中。该文章讨论了带有自行调节的火星生物圈。1984年，James Lovelock和Michael Allaby出版了一本题为《绿化火星》的书，首次提出了在火星大气中加入氟氯碳氢化合物以加热火星的方法。
从1985年以来，Martyn J. Fogg 发表了几篇关于地球化的文章，编辑了《英国行星学会杂志》1991年的的一期地球化专版，并于1995年写了一本书《地球化：行星的环境工程 》。他还有一个专门讨论地球化的网站地球化信息（英文）。
Fogg用下列术语来区分地球化的不同方面：
- 行星工程：用科技来影响一个行星的整体特性。
- 地球工程：特用于地球的行星工程，不过仅包括影响全球的过程，例如改变全球变暖、大气组成等。
- 地球化：行星工程应用于改变地外行星的环境使其能够支持生命。其最终目的是制造一个自主运行，能模拟地球生物圈全部功能，完全适于人类居住的环境。
- 天体物理工程：比行星工程范围更广阔的可居住性工程。

他还提出了下列区分人类居住性的分类：
- 可居住行星：环境类似地球，能够支持人类舒适自由生存的行星环境。
- 生物可生存行星：行星表面的物理环境允许生物繁殖。如果这类行星本身没有生命，则可以通过引入生物改变环境而不需要地球化。
- 易地球化行星：不需要大量星际飞船或机器人资源，通过小规模行星工程就可以变成生物可生存的行星。

Fogg认为火星早年是一个易地球化行星，但其现在的环境要地球化困难很大。然而，火星是地球附近最适宜于地球化的一个。火星协会创始人Robert Zubrin 曾制定了一个人类永久定居火星和最终地球化的计划。
地球化的主要目的是建立一个适合人类居住的生态环境。但有些研究人员声称，从经济角度考虑太空站是合适的太空殖民手段。当然，如果纳米技术和其他的化学技术继续快速发展，地球化的过程可能从需要几十个世纪加快到几个世纪。但反过来，也可以利用这些技术改变人体生理，使人们不需要依赖现在地球上的氧气、氮气大气成份和地球重力就能舒适生存。这些改变会减少地球化的需要或者使其变得容易。

## 维持地球生命的要求
其实维持生命只有一个最低的要求——能量来源。然而要使一个行星适合居住却有很多地理、地化学和天体物理方面的要求，特别是要允许复杂的多细胞而不只是单细胞生物生存的话。

## 地球化的理论方法

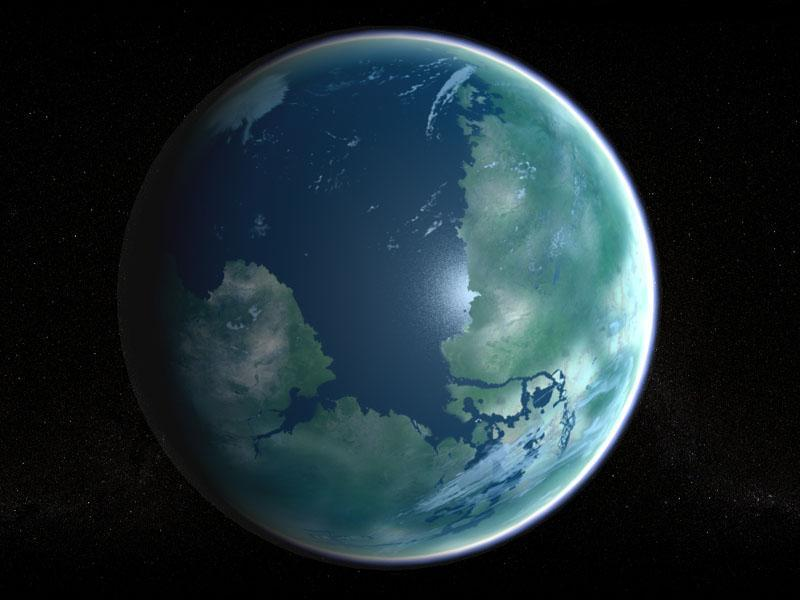
艺术家想象中地球化后的火星。

### 建立大气层
通过把行星上的可挥发物质加热气化，以及引用彗星撞击分解。

### 增加热量
將鋁化PET薄膜製成的反照鏡放置在環火星軌道上，增加火星的總體日照 與地表溫度，並蒸發水與乾冰以增強溫室效應。而直接把光反射到極冠上會使這個方法更有效。
生產、釋放鹵化碳亦可增厚大氣並加強吸收光照。鹵化碳（例如氟氯碳化合物（CFCs）和全氟化碳（PFCs））是很強的溫室氣體，且能在大氣中保持長時間的穩定。這些氣體可由基因改造的好氧菌或是由遍佈火星表面的工廠製造。
改變地表反照率能使光照做更有效的利用。散佈於地表的黑塵、煤灰、暗色的微生物或地衣，能讓更多光照在被反射至太空前就被地表吸收轉為熱能。能運用生物是特別吸引人的，因為它能自我繁殖。
牽引安全範圍下的小行星撞擊火星以增加熱量、提昇星球質量、減少地球化居住後高密度小行星撞擊風險。

## 比较可行的地方

### 月球

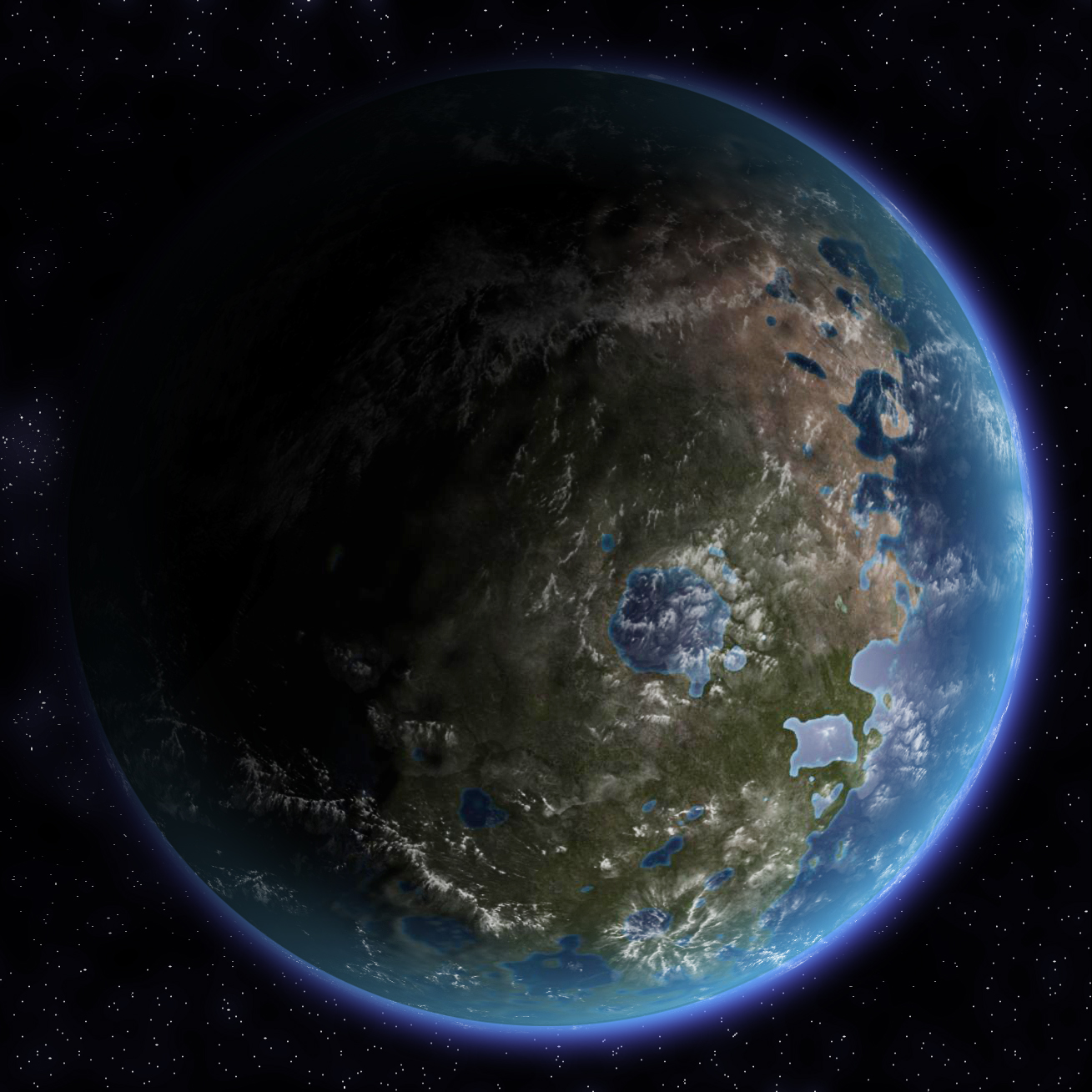
藝術家想像中地球化後的月球。 (credit: Daein Ballard)

月球是地球的衛星，是離地球最近的星體，同時也是人類掌握最多資料的外太空星體，因此開發月球所需的運輸成本相對較低，開發計畫也較容易擬定。問題在於月球環境與地球相差過遠，其本身並無大氣層，且引力較小，難以建立穩定的人工大氣層，這也是讓月球地球化最困難的一部分。

### 火星
總面積約與地球陸地一樣大，但太陽輻射只有地球一半，由於火星已有自身大氣層，且具有冰與疑似液態水的存在，地球化可行性較高。難度在於火星與地球距離略遠，運輸成本不低，且即便較接近地球環境，也不代表地球化不會失敗。

### 金星

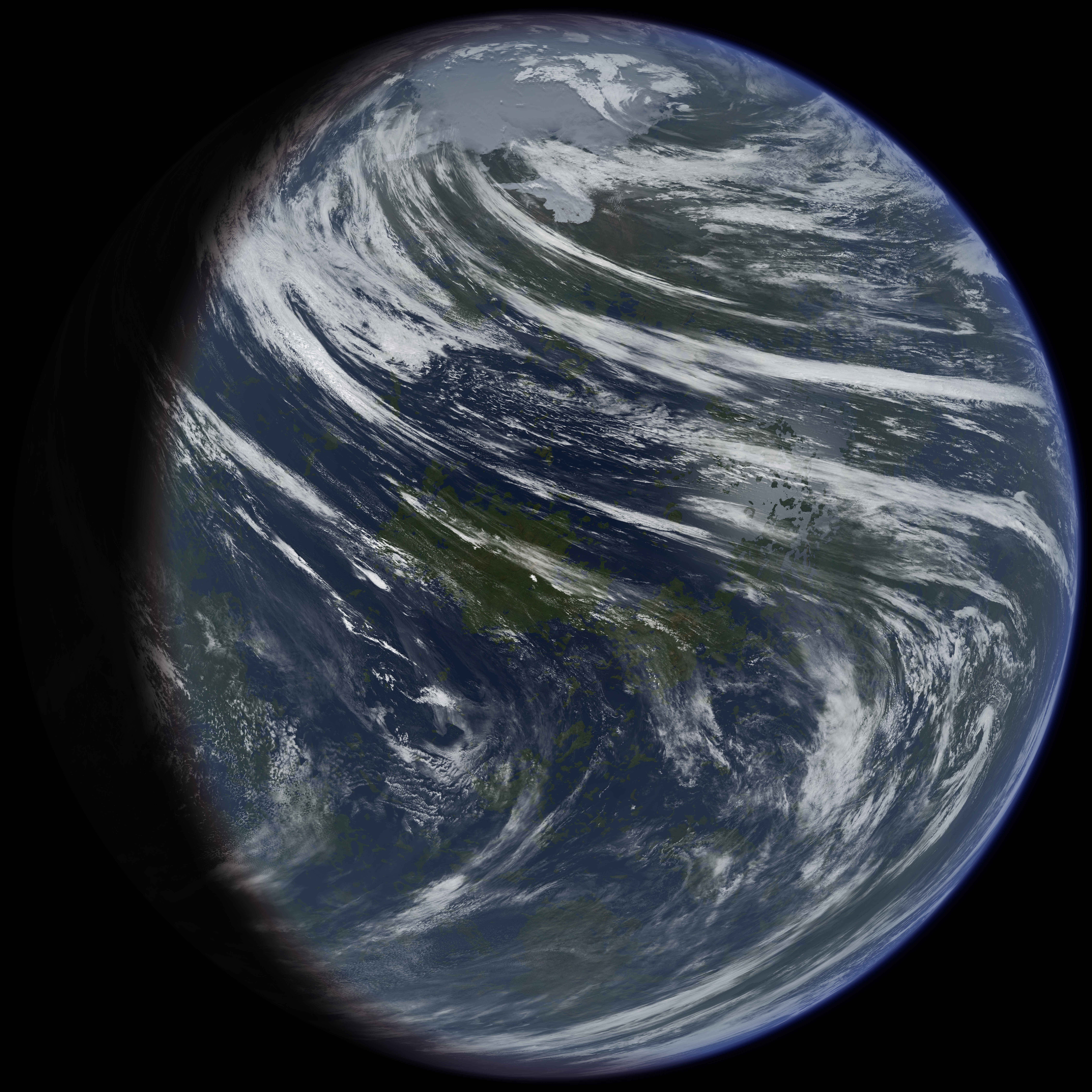
艺术家的想像中地球化后的金星

金星是與地球最接近的行星，而且金星大小與質量皆與地球相近，其自身也擁有大氣層，但其地球化可行性的問題在於金星大氣層過厚，溫室效應極高，當前金星只有雲層頂端的居住環境比較接近地球，要将金星地球化需要幾个重要的变化：去除大部分大气中的二氧化碳和降低金星的500℃高温。这些变化都是非常相关的，因为金星的超高温是因為温室效应所造成的而温室效应則是被大量的二氧化碳造成的，而且還必須解決其大氣壓力才有可能移民金星。

### 木卫二
木卫二（欧罗巴）是一个地球化的潜在候选人。木卫二的一个优点是拥有液态水，因为液态水对引进复杂的生命是非常有帮助的。然而要将木卫二地球化仍困难重重，由於木卫二在木星的辐射带的正中間，在其表面上的人类会在10分钟之内死亡，因此就需要建大型的反辐射装置（现在来说是不切实际的）。再者这个卫星被厚厚的冰层覆盖，要加热的话就需要充足的氧气。

### 其他可能的地方
其他可能的候选星體包括木卫三、木卫四、土衛二和土衛六等，或是一些較大的小行星，像谷神星。

## 優缺點
作為太空移民的兩大主要方案，經常和太空城市比較，各自有其優缺點。

### 優點
- 有較寬敞的空間感，對於美俄等地大人稀背景的科幻作家，一般喜歡此類計劃。
- 本身有大氣保護理論上較大部分的太空城市安全，相對于若太空城市要能完全防止被流星擊穿，必需要極大的人造行星或宇宙要塞，技術其實比把行星地球化還難。
- 有本身的完整生態系統，無需要人工完全循環，也無需考慮漏氣引起的空氣很難完全循環的問題。
- 理論上是開放的空間，所以出入都可以不經過氣閘，也意味不會有過分嚴格的人為限制，居民有較大的自由度。

### 缺點
- 伦理问题：假如行星上本來有生物的話，任意改造可能滅絕土生的生物。而且被人認為適合的行星也可能被外星人看中甚至正在改造中，如果人類貿然改造可能影響未來人和外星智慧的關係。
- 经济问题：把行星地球化的工程需要庞大的花销，而且成本效益不及建造太空城市或開發地球的海洋和極地。[14]一旦改造成功也意味著減少了行星成為未來宇宙都市甚至人造行星材料的來源地。
- 政治问题：該行星的統治權。如果由先到的國家管治，意味減少了後來者的機會，如果簡單認為歸全人類擁有或聯合國管治，也意味對先到的國家不公平。

## 通俗文化
地球化是一個在科幻作品的共同的概念，範圍從小說、電視、電影、電子遊戲及動漫畫。改變一個行星為居住的概念實際上在地球化概念之前就存在了，在著名的科幻作品中，以這個主題的有沙丘、火星三部曲、水星領航員、天使特警。